# Macroclinium lineare
Macroclinium lineare är en orkidéart som först beskrevs av Oakes Ames och Charles Schweinfurth, och fick sitt nu gällande namn av Dodson. Macroclinium lineare ingår i släktet Macroclinium och familjen orkidéer. Inga underarter finns listade i Catalogue of Life.